# Recorded Live
Recorded Live är ett musikalbum av bluesrockgruppen Ten Years After som lanserades i juni 1973. Albumet släpptes ursprungligen som dubbel-LP. Inspelningarna är gjorda under konserter i städerna Amsterdam, Rotterdam, Paris och Frankfurt am Main med Rolling Stones mobila inspelningsstudio. Skivan blev bara en måttlig kommersiell framgång i USA och Storbritannien, men sålde bättre i Skandinavien och Mellaneuropa.

## Låtlista
(kompositör inom parentes)
1. "One of These Days" (A. Lee) – 5:36
2. "You Give Me Loving" (A. Lee) – 5:25
3. "Good Morning Little Schoolgirl" (Willamson) – 7:15
4. "Hobbit" (R. Lee) - 7:15
5. "Help Me" (Willamson-Bass) – 10:44
6. "Classical Thing" (A. Lee) – 0:55
7. "Scat Thing" – (A. Lee) 0:54
8. "I Can't Keep From Cryin', Sometimes (part 1)" (Kooper) – 1:57
9. "Extension on One Chord" - 10:46
10. "I Can't Keep From Cryin', Sometimes (part 2)" (Kooper) – 3:21
11. "Silly Thing" (A. Lee) – 0:26
12. "Slow Blues in 'C'" (A. Lee) – 7:24
13. "I'm Going Home" – (A. Lee) 9:30
14. "Choo Choo Mama" – (A. Lee) 2:56

## Listplaceringar
| Lista (1973)   | Position             |
| -------------- | -------------------- |
| Danmark        | 23 (DR "Top 30")     |
| Finland        | 28                   |
| Kanada         | 32 (RPM)             |
| Norge          | 9 (VG-lista)         |
| Storbritannien | 36 (UK Albums Chart) |
| Sverige        | 11 (Kvällstoppen)    |
| USA            | 39 (Billboard 200)   |
| Västtyskland   | 10                   |
| Österrike      | 7                    |